# Wysokotemperaturowy reaktor chłodzony gazem

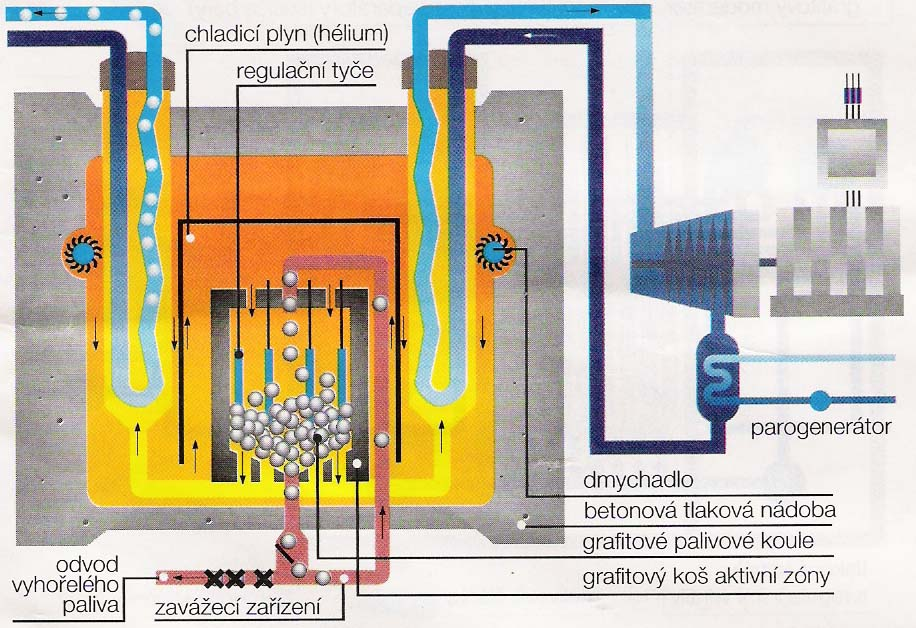
Schemat wysokotemperaturowego reaktora chłodzonego gazem

Wysokotemperaturowy reaktor chłodzony gazem (używany jest skrótowiec HTGR od angielskiego terminu high-temperature gas-cooled reactor oraz HTR od high-temperature reactor) – koncepcja chłodzonego gazem reaktora jądrowego IV generacji z moderatorem grafitowym i chłodziwem gazowym, którym jest hel. Należy do reaktorów wysokotemperaturowych, w których temperatura na wyjściu z reaktora sięga 1000 °C. Ciepło o wysokiej temperaturze znajduje zastosowanie w różnych procesach technologicznych (produkcja wodoru, wytop żelaza); jest to przyszłościowy kierunek wykorzystania takich reaktorów.

## Budowa reaktora
Można wyróżnić 2 typy wysokotemperaturowych reaktorów chłodzonych gazem, w zależności od budowy złoża:
- z rdzeniem usypanym (ang. pebble bed)

Konstrukcja niemiecka. Sześciocentymetrowe kule grafitowe zawierające od 10 do 11 tysięcy granulek paliwowych TRISO umieszcza się od góry na stosie wypełniającym reaktor. Po przejściu przez reaktor są one odbierane od dołu stosu, sprawdzane i sortowane – uszkodzone lub wypalone stają się odpadem, dobre wracają od góry na stos. Niemcy porzuciły rozwój tej technologii, rozwijają ją obecnie Chiny pod nazwą HTR-PM (ang. High-Temperature Reactor-Pebble-bed Modules), co spotyka się z krytyką ekspertów, dotyczącą kwestii bezpieczeństwa. HTR-PM składa się dwóch modułowych reaktorów o mocy cieplnej 250 MWt napędzających jedną turbin o mocy elektrycznej 210 MWe. Pierwsza elektrownia określana jako demonstracyjna jest w Chinach w mieście Shidaowan, prowincji Shandong. 12 września 2021 ok. 9:35 stan krytyczny uzyskał pierwszy z dwóch reaktorów, drugi w listopadzie. W grudniu 2022 r. ogłoszono, że elektrownia pozytywnie przeszła wszystkie testy i uzyskała pełną moc.
- pryzmatyczne (ang. prismatic)

Konstrukcja amerykańska. Rdzeń składa się z sześciokątnych bloków grafitowych, które szczelnie do siebie przylegają. Przepływa przez nie w pionowych kanałach hel. Znajdują się tam również pręty regulacyjne. Paliwo jest w postaci cylindrów, odlanych z grafitu, zawierających węgliki uranu. Amerykanie porzucili projekty komercjalizacji tej technologii, głównie z powodów ekonomicznych.

## Paliwo

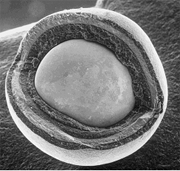
TRISO

Paliwem w reaktorach wysokotemperaturowych jest TRISO. Są to kulki (cząstki paliwowe) o średnicy około 0,5 mm z materiału rozszczepialnego (ewentualnie z dodatkiem paliworodnego toru), pokryte wielowarstwową osłoną ceramiczną z czterech powłok: buforowej z porowatego węgla pirolitycznego, wewnętrznej z węgla pirolitycznego, osłonowej z węgliku krzemu lub węgliku cyrkonu i zewnętrznej z węgla pirolitycznego. Pierwsza warstwa buforowa ma za zadanie gromadzenie gazowych produktów rozszczepienia. Bardzo istotna dla ich zatrzymywania jest twarda warstwa osłonowa (z SiC lub ZrC), pełniąca rolę koszulki.
W reaktorach ze złożem usypanym kulki te są rozmieszczone równomiernie wewnątrz dużych kul grafitowych, o średnicy 6 cm. W reaktorach konstrukcji amerykańskiej kuleczki TRISO są pakowane w grafitowe gilzy, umieszczane w pionowych kanałach sześciokątnych bloków grafitowych.

## Zalety wysokotemperaturowych reaktorów chłodzonych gazem
Zastosowanie helu (gazu nieaktywnego chemicznie) umożliwiło podniesienie temperatury na wylocie z rdzenia bez zwiększania ciśnienia. Poziom wypalenia paliwa sięga 150–200 GWd/tHM (gigawatodni na tonę metalu ciężkiego), co osiąga się dzięki odporności paliwa na stopienie. Cechą charakterystyczną reaktora jest wysoki współczynnik konwersji paliwa. Wysoki poziom bezpieczeństwa eksploatacji osiągany jest dzięki dużej pojemności cieplnej, powolnemu rozwojowi zagrożeń i zjawisku samowygaszania z powodu ujemnego współczynnika temperaturowego.

## Projekt w Polsce
Ministerstwo Energii przyjęło raport resortowego zespołu, który rekomenduje wdrożenie w Polsce wysokotemperaturowych reaktorów jądrowych chłodzonych gazem. Rozważa się stosowanie reaktorów w istniejących elektrowniach węglowych, oraz jako źródło ciepła przemysłowego o temperaturze 700 °C. Reaktory dostarczające ciepło o temperaturze powyżej 1000 °C miałyby być wykorzystane do produkcji wodoru, metanu i syntetycznych paliw.
21 stycznia 2020 ogłoszono współpracę między Polską i Japonią przy budowie reaktora HTR na terenie Polski w celach przemysłowych. Planowana moc reaktora to około 200 MW.
12 maja 2021 Narodowe Centrum Badań Jądrowych oraz Ministerstwo Edukacji i Nauki podpisały umowę na realizację kolejnej części prac projektowych wysokotemperaturowego reaktora chłodzonego gazem (High Temperature Gas cooled Reactor, HTGR). Umowa przewiduje, że w ciągu trzech lat w Narodowym Centrum Badań Jądrowych zostaną przygotowane warunki do wybudowania w Polsce badawczego reaktora wysokotemperaturowego.